# Первіс (Міссісіпі)
Первіс (англ. Purvis) — місто (англ. city) в США, в окрузі Ламар штату Міссісіпі. Населення — 1909 осіб (2020).

## Географія
Первіс розташований за координатами 31°8′33″ пн. ш. 89°24′18″ зх. д. / 31.14250° пн. ш. 89.40500° зх. д. (31.142626, -89.404907).  За даними Бюро перепису населення США в 2010 році місто мало площу 10,08 км², з яких 10,05 км² — суходіл та 0,03 км² — водойми.

### Клімат
| Клімат : Первіс       | Клімат : Первіс | Клімат : Первіс | Клімат : Первіс | Клімат : Первіс | Клімат : Первіс | Клімат : Первіс | Клімат : Первіс | Клімат : Первіс | Клімат : Первіс | Клімат : Первіс | Клімат : Первіс | Клімат : Первіс | Клімат : Первіс |
| Показник              | Січ.            | Лют.            | Бер.            | Квіт.           | Трав.           | Черв.           | Лип.            | Серп.           | Вер.            | Жовт.           | Лист.           | Груд.           | Рік             |
| Середній максимум, °C | 19,4            | 20,0            | 22,2            | 26,1            | 30,0            | 34,4            | 33,3            | 33,9            | 31,1            | 27,2            | 20,6            | 17,2            | 26,1            |
| Середній мінімум, °C  | 6,1             | 6,7             | 8,9             | 11,7            | 18,9            | 20,6            | 21,1            | 21,1            | 17,8            | 11,1            | 4,4             | 3,9             | 12,8            |
| Норма опадів, мм      | 140             | 163             | 224             | 135             | 122             | 122             | 147             | 124             | 112             | 94              | 114             | 142             | 1638            |
| --------------------- | --------------- | --------------- | --------------- | --------------- | --------------- | --------------- | --------------- | --------------- | --------------- | --------------- | --------------- | --------------- | --------------- |
| Джерело: Weatherbase  |                 |                 |                 |                 |                 |                 |                 |                 |                 |                 |                 |                 |                 |

## Демографія
Згідно з переписом 2010 року, у місті мешкало 2175 осіб у 795 домогосподарствах у складі 556 родин. Густота населення становила 216 осіб/км².  Було 879 помешкань (87/км²).
Расовий склад населення:
| - 69,5 % — білих - 27,1 % — чорних або афроамериканців - 0,7 % — корінних американців - 0,6 % — азіатів - 0,1 % — вихідців з тихоокеанських островів |

До двох чи більше рас належало 1,4 %. Частка іспаномовних становила 2,4 % від усіх жителів.
За віковим діапазоном населення розподілялося таким чином: 23,4 % — особи молодші 18 років, 61,9 % — особи у віці 18—64 років, 14,7 % — особи у віці 65 років та старші. Медіана віку мешканця становила 36,7 року. На 100 осіб жіночої статі у місті припадало 94,2 чоловіків;  на 100 жінок у віці від 18 років та старших — 91,4 чоловіків також старших 18 років.
Середній дохід на одне домашнє господарство  становив 46 685 доларів США (медіана — 40 509), а середній дохід на одну сім'ю — 53 541 долар (медіана — 48 952). Медіана доходів становила 32 313 долари для чоловіків та 33 393 долари для жінок. За межею бідності перебувало 13,5 % осіб, у тому числі 10,1 % дітей у віці до 18 років та 26,4 % осіб у віці 65 років та старших.
Цивільне працевлаштоване населення становило 861 осіб. Основні галузі зайнятості: освіта, охорона здоров'я та соціальна допомога — 20,1 %, роздрібна торгівля — 18,4 %, науковці, спеціалісти, менеджери — 18,0 %.